# Sekhonyana Nehemia Maseribane
Chief Sekhonyana Nehemia Maseribane (Mount Moorosi, 4 mei 1918-3 november 1986), was een politicus uit Lesotho. 
Chief Sekhonyana Nehemia Maseribane was de zoon van chief Maseribane Philip Sekhonyana. Sekhonyana Maseribane was van 6 mei 1965 tot 7 juli 1965 premier van Lesotho namense de Basotho National Party (BNP). Daarna was hij vicepremier in het kabinet van chief Joseph Leabua Jonathan (BNP). Toen in 1970 de parlementsverkiezingen waren gewonnen door de oppositiepartij, de Basotho Congress Party (BCP), adviseerden Maseribane en minister van Financiën chief Peete Peete premier Jonathan om de noodtoestand uit te roepen en de verkiezingsuitslag te annuleren, hetgeen de laatste ook deed.
Sekhonyana Maseribane overleed in 1986.